# Oenoptera albimacula
Oenoptera albimacula är en fjärilsart som beskrevs av George Francis Hampson 1918. Oenoptera albimacula ingår i släktet Oenoptera och familjen nattflyn. Inga underarter finns listade i Catalogue of Life.